# Léon-Marie Guerrin
Pour les articles homonymes, voir Guerrin.
Léon-Marie Guerrin (1837-1928) est un prêtre catholique français.

## Biographie
Originaire de Vesoul, la famille Guerrin appartient à la petite bourgeoisie. Léon naît le 18 décembre 1837 à Besançon. Il entre au séminaire diocésain, puis est envoyé au Séminaire de Saint-Sulpice à Paris. Il est ordonné par son archevêque le cardinal Mathieu le 22 décembre 1860. 
Il entre aux Missions étrangères de Paris et est envoyé en Chine. Il travaille dans le Sichuan dans la résidence de Kouaï-Tchao, puis dans la mission de Tongley. Élu au conseil général, il rentre à Paris. Il vit le siège de Paris par les Prussiens. Lors de la Commune, il est arrêté et incarcéré à la prison de Mazas, puis à la prison de la Roquette. Il survit au massacre des otages par les communards. Il sera témoin de la mort de l'archevêque de Paris Mgr Georges Darboy et il en fera le récit. 
Dans les années qui suivent, il découvre l'abbaye de Solesmes et fréquente la mystique belge Louise Lateau (de Bois-d'Haine). Il entre à la Grande Chartreuse. Après l'expulsion des religieux le 29 avril 1903 par un bataillon du 140e régiment d'infanterie malgré l'opposition pacifique de 5 000 montagnards, le père Guerrin part alors en Suisse pour une fondation qui n'aboutira pas, rejoint le Père Général des Chartreux à la Chartreuse de Farneta en Italie. Il est envoyé, de 1904 à 1910, comme supérieur à la nouvelle chartreuse de la Cervara  fondée en 1901 dans la province de Gênes en Italie. 
Il est ensuite envoyé en 1910 à la chartreuse de La Valsainte en Suisse, où il termine sa vie mouvementée. Ses lettres constituent un témoignage précieux sur les événements profanes ou religieux de la fin du XIXe siècle.
Il meurt à la chartreuse de La Valsainte en 1928.